# Сухопутні війська Бангладеш
Сухопутні війська Бангладеш (СВ БД, бенг. বাংলাদেশ সেনাবাহিনী) — сухопутний вид та найбільший компонент Збройних сил Бангладеш. Основна місія армії полягає в забезпеченні необхідних сил і можливостей для реалізації стратегії безпеки та оборони уряду Бангладеш і захисту територіальної цілісності країни від зовнішнього нападу. Контроль за персоналом і операціями здійснюється штабом армії, Дакка. Армія Бангладеш також зобов'язана за конституцією допомагати уряду та його цивільним установам під час надзвичайної ситуації. Цю додаткову роль зазвичай називають «допомогою цивільній адміністрації».